# 藤島武二
藤島武二（ふじしま たけじ、1867年10月15日—1943年3月19日）是活躍在日本明治末～昭和期的洋畫家。明治～昭和前半，長期領導日本西洋畫壇的重要畫家。留下許多浪漫主義風格的作品。

## 生平
1867年（慶應3年），出身薩摩國鹿兒島城下（現在的鹿兒島市）的薩摩藩士之家。原本向四條派畫家或川端玉章學習日本畫，但是，24歳時転向西洋畫。1896年（明治29年），經黑田清輝的推薦，在東京美術學校（現・東京藝術大學）擔任助教授後，至過世為止的將近半世紀，在同校指導後進。也在本鄉駒込曙町（現・本駒込1丁目）開設畫塾。1905年（明治38年），受文部省任命，4年間在法國、義大利留學。歸國後，就任教授，也活躍於文展、帝展。
1934年（昭和9年），成為帝室技藝員。1937年（昭和12年），成為最初的文化勳章受章者之一。1943年（昭和18年），因腦溢血病逝。享年75。

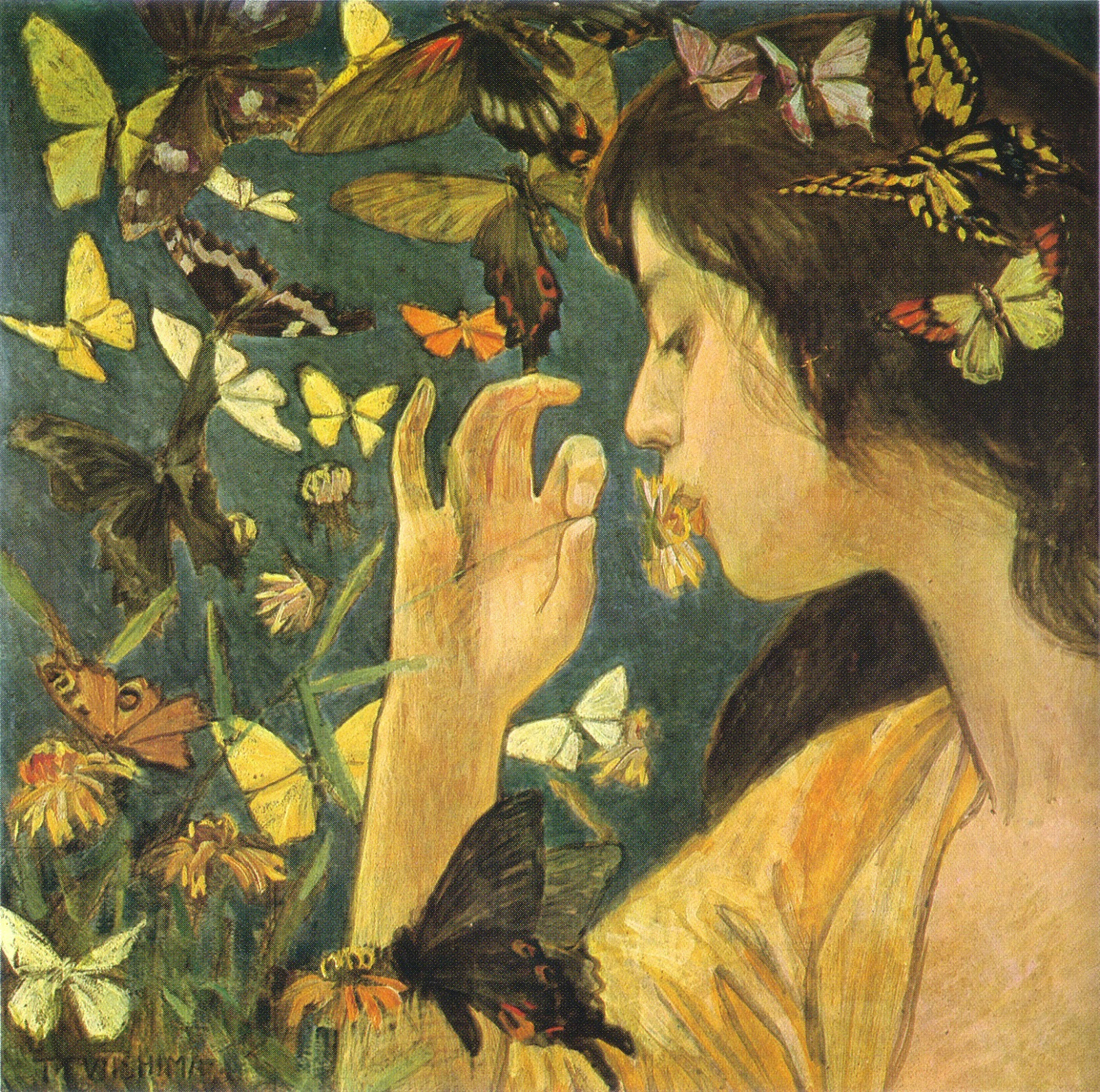
『蝶』 個人藏（1904年）

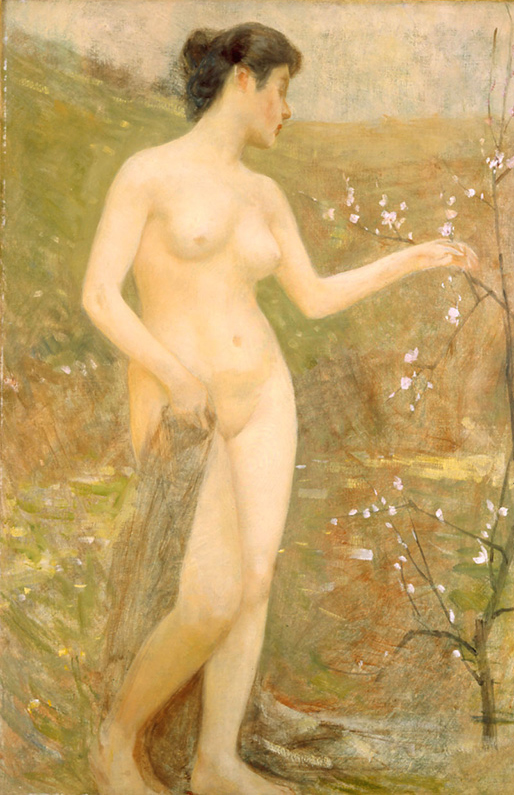
『桃花裸婦』

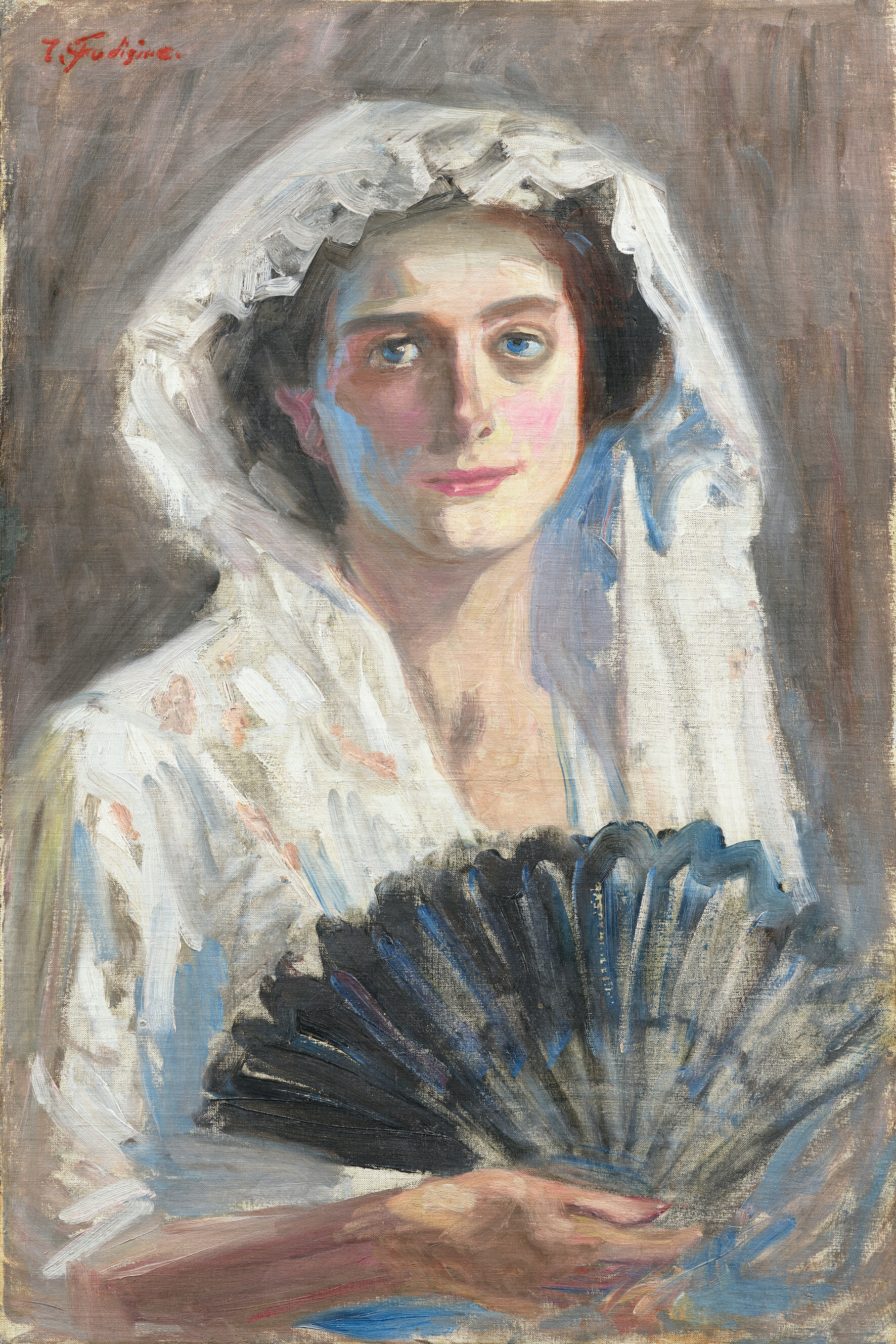
『黑扇』 普利司通美術館（1908年 - 1909年）

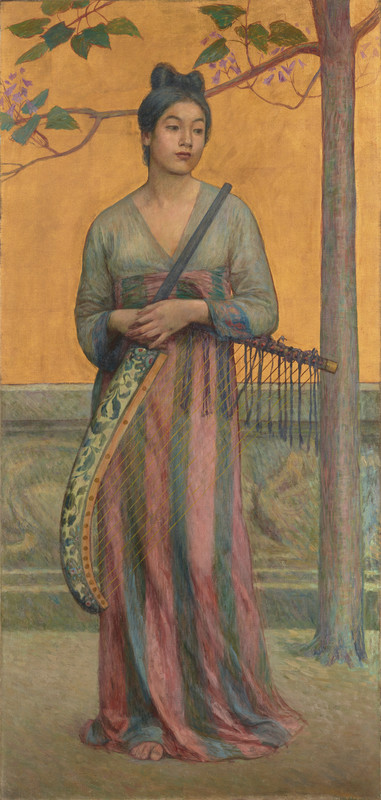
『天平の面影』 石橋美術館（1902年）

## 代表作
- 『池畔納涼』（1897年（明治30年）） 東京藝術大學大學美術館所藏
- 『天平の面影』（1902年（明治35年）） 石橋美術館所藏（重要文化財）
- 『蝶』（1904年（明治37年）） 個人藏  （页面存档备份，存于）
- 『黑扇』（1908年（明治41年） - 1909年（明治42年）） 普利司通美術館所藏（重要文化財）
- 『婦人半裸像』（1926年（大正15年））
- 『芳蕙』（1926年）個人藏
- 『大王岬に打ち寄せる怒濤』（1932年（昭和7年）。同名2幅、三重縣立美術館・廣島美術館所藏）
- 『旭日照六合』（1937年（昭和12年）） 三之丸尚藏館所藏

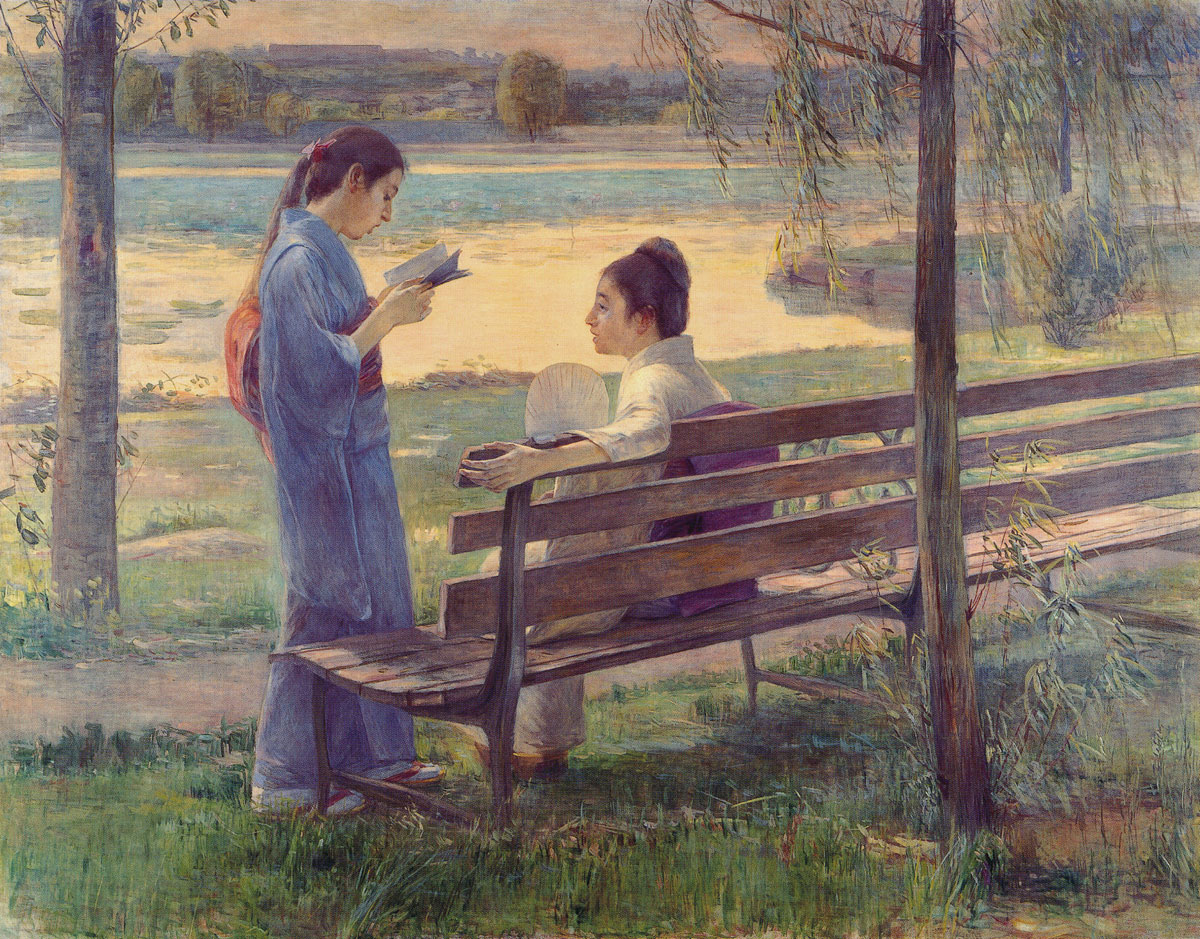
『池畔納涼』 東京藝術大學（1897年頃）
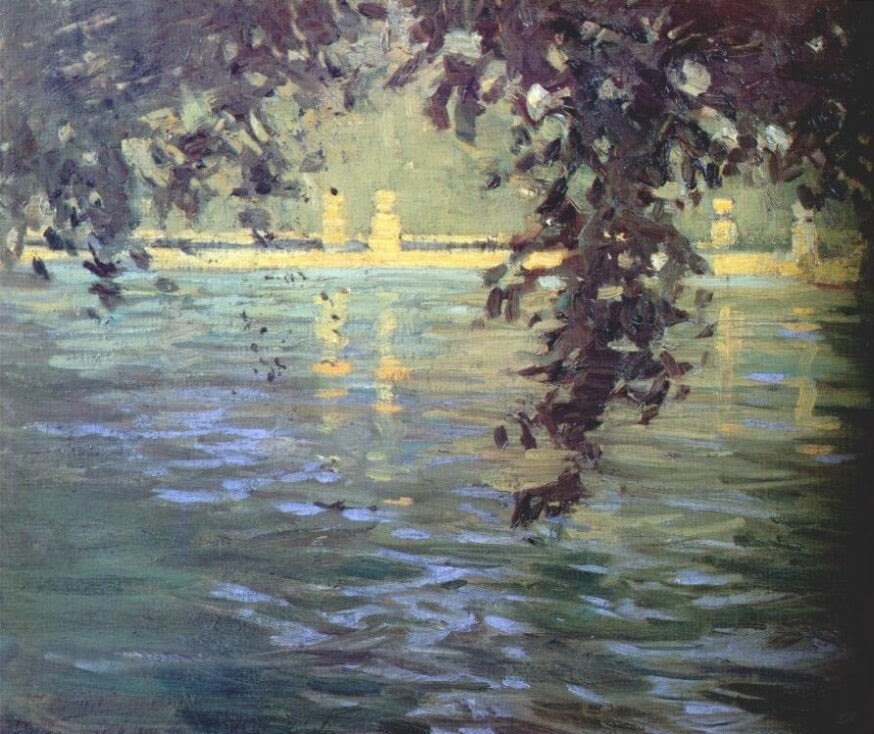
『風景』 東京藝術大學（1908年）
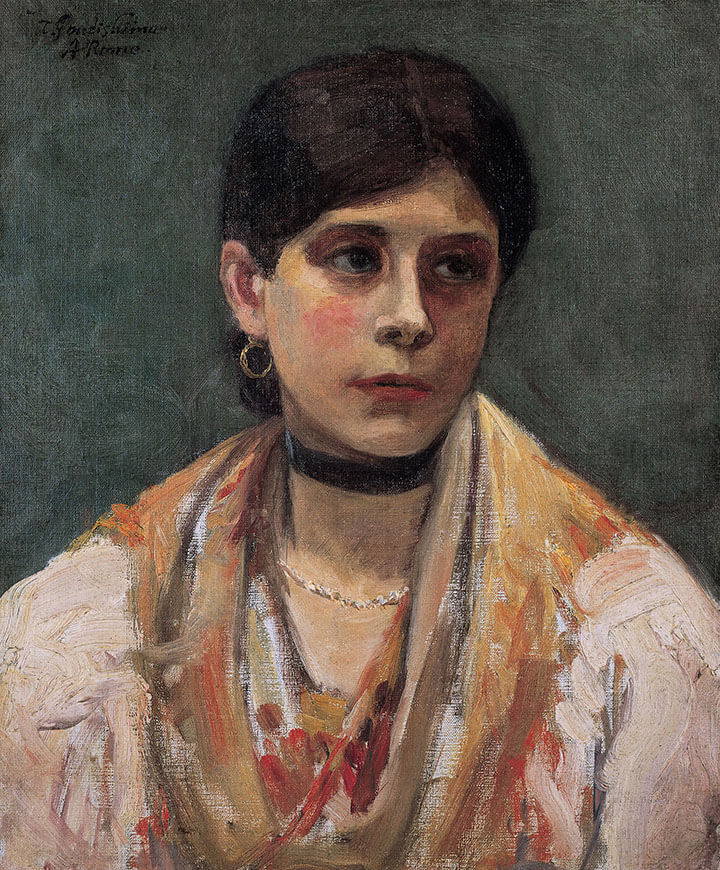
『チョチャラ』 石橋美術館（1908 -1909年）
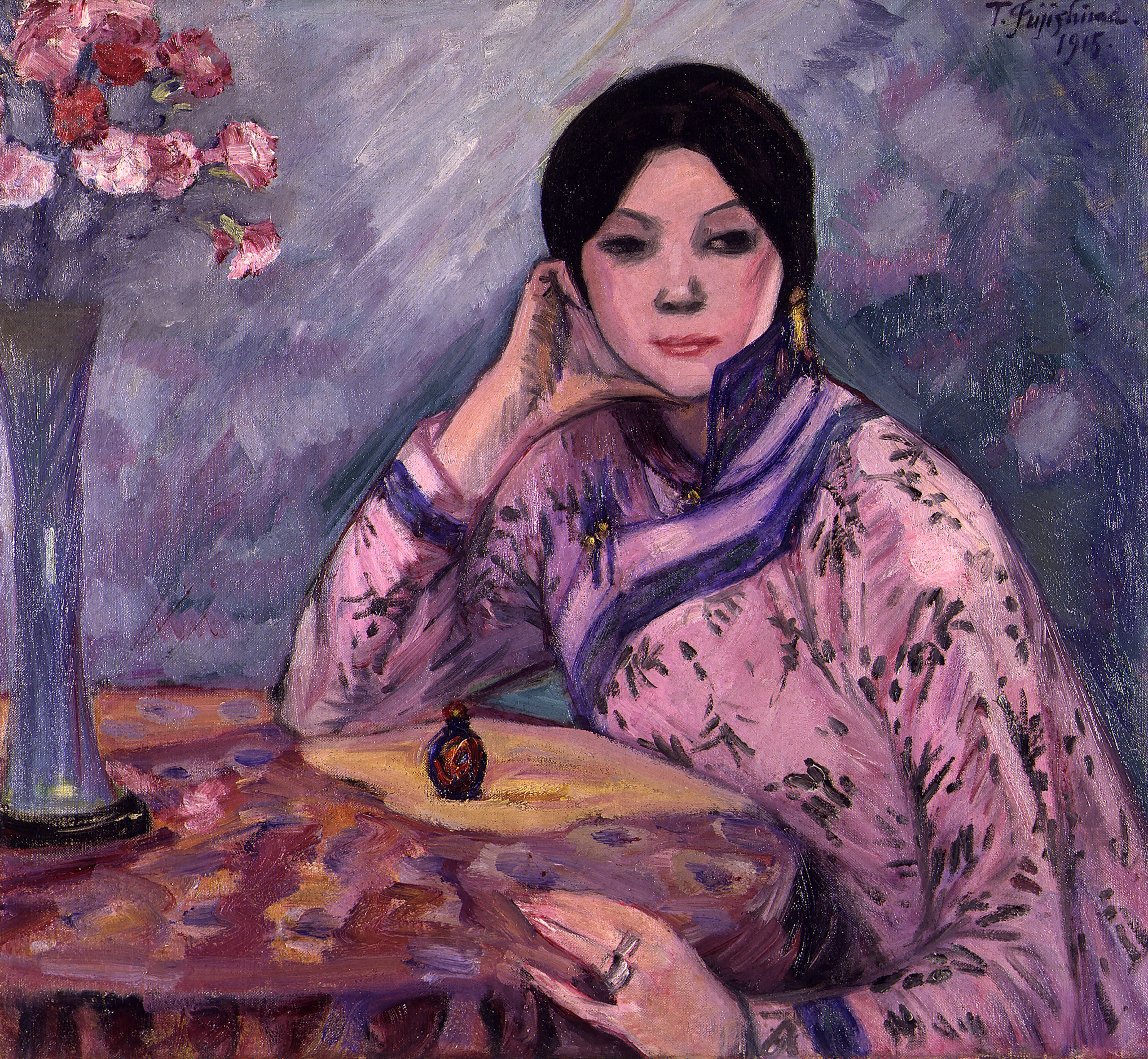
『匂い』 東京國立近代美術館（1915年）
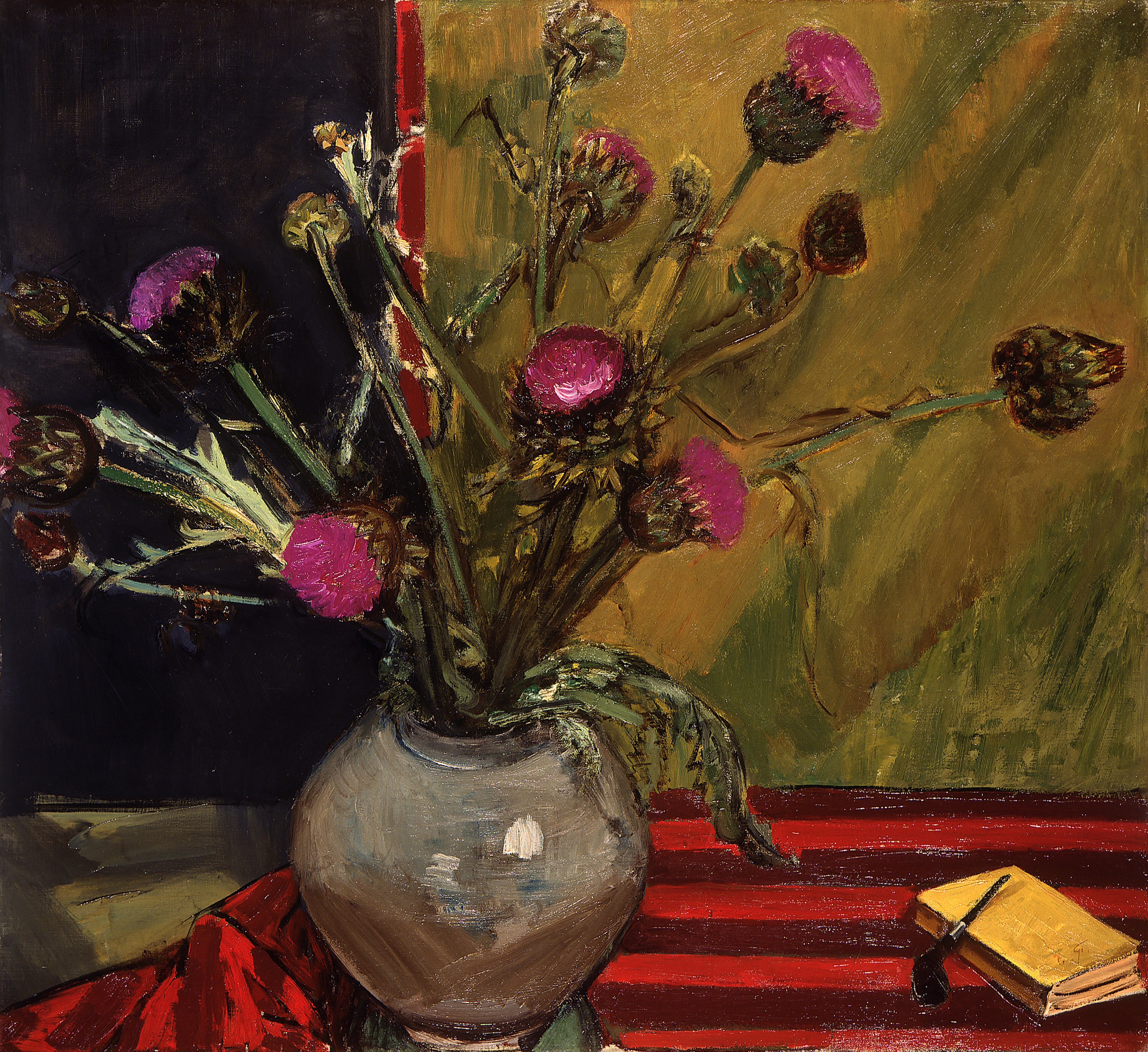
『アルチショ』 東京國立近代美術館（1917年）
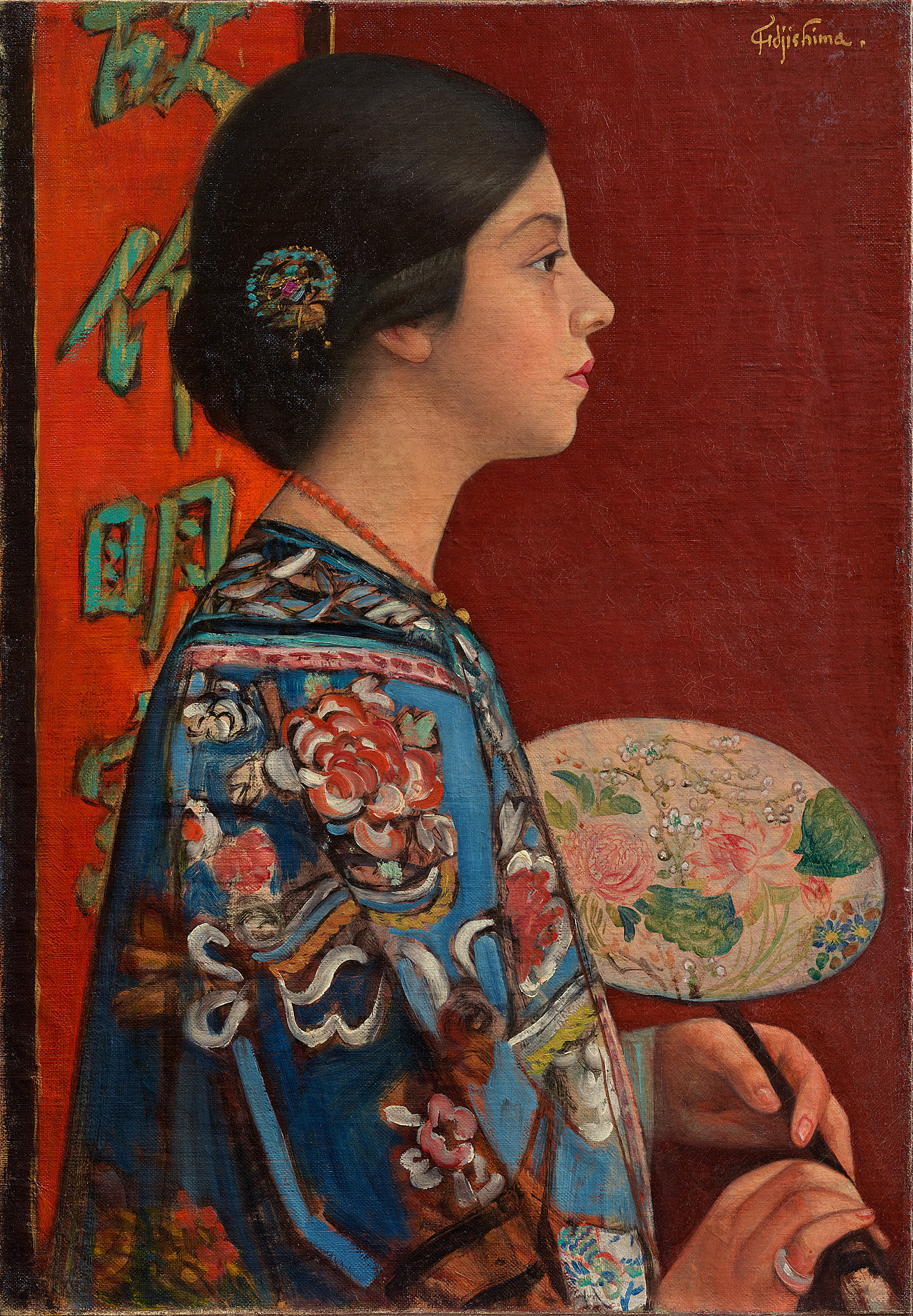
『東洋振り』個人藏（1924年）
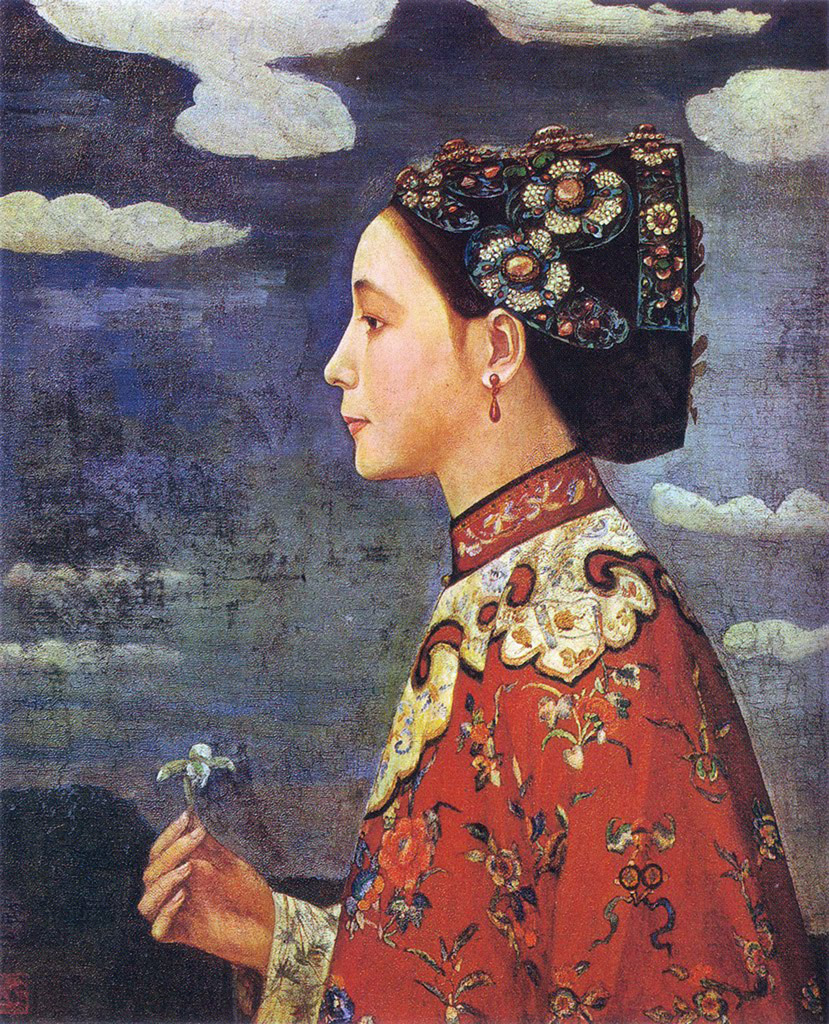
『芳蕙』個人藏（1926年）
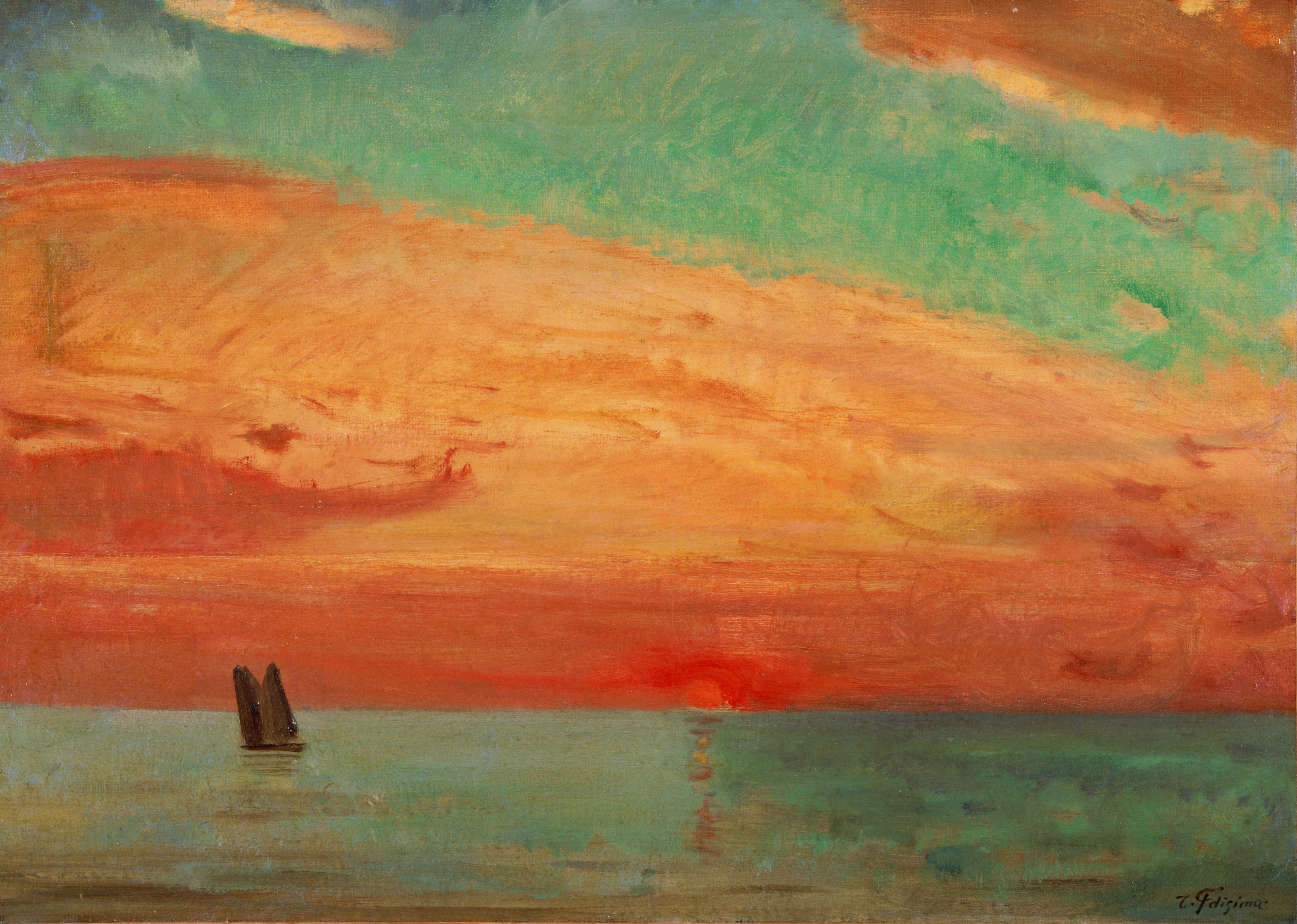
『東海旭光』 普利司通美術館（1932年）

## 脚注
1. ↑  『新薩摩學風土と人間』鹿兒島純心女子大學國際文化研究センター、図書出版　南方新社, 2003
2. ↑  『官報』第2378号、昭和9年12月4日。

## 關連項目
- 顏水龍

## 外部連結
- 藤島 武二：作家別作品リスト （页面存档备份，存于） （青空文庫）